# Hadar Hessel
Hadar Hessel, född 13 augusti 1891 i Gudmundrå, Västernorrlands län, död 25 april 1984 i Stockholm, var en svensk författare och kåsör, framför allt känd under signaturen Gustafsson med Muntascherna. 
Hessel var son till Lars Jean Hessel och Matilda Eriksson och yngst av elva syskon. Han var morbror till författaren Birger Norman. Hessel gick i sexårig varannandagsskola, därefter i Gudmundrå högre folkskola 1906–1909, arbetade också periodvis med skogs- och sågverksarbete 1906–1909. Realskoleexamen vid Jacobs realskola/Påhlmans 1911. 
Hessel var medarbetare i Sollefteåbladet, Stockholms-Tidningen och Västernorrlands Allehanda innan han från den 15 juni 1923 medverkade i Dagens Nyheter. På DN var Hessel bland annat notischef och ansvarig för nationalupplagan. Han skrev reportage och kåserier under signaturerna Gnila och Happa Tjah. Hessel var DN:s reporter under kronprins Gustaf Adolfs resa till Förenta Staterna maj–juni 1923 och blev Hierta-stipendiat. 
Hessel skrev regelbundet under signaturen Gustafsson med Muntascherna måndagskåserier på Dagens Nyheters Namn och Nytt-sida från 1940-talet fram till det sista kåseriet någon vecka före sin död den 25 april 1984. Under vintern 1983–1984 skrev HH även en serie minnesbilder från livet på DN:s redaktion under Klaratiden. 
Hessel erhöll 1976 Publicistklubbens guldpenna (som årligen ges till en publicist som vårdat sig om svenska språket) "till den nu 85-årige men stilistiskt oföränderligt briljante DN-kåsören Gustafsson med Muntascherna".
Hadar Hessel var en mångsidig, skicklig journalist, en av de legendariska Klara-journalisterna på den tid då Klarakvarteren var tidningarnas kvarter, en flanör i staden och en äkta Ångermanlänning med djupa rötter i Ådalen. I kåserierna skriver Gustafsson med Muntascherna med ibland hisnande perspektiv bakåt i tiden – Hessel hade hört Branting tala och sett Strindberg på sin balkong 1912 – om det nutida samhället, om möten och människor på en omsorgsfullt formulerad prosa.